# 塔爾圖斯海軍基地
俄羅斯位於塔爾圖斯的海軍設施是一個由俄羅斯海軍租用的軍事設施，位於敘利亞城市塔爾圖斯港口的北部。直到2017年，俄方官方仍將該設施分類為物資技術支援站（俄语：Пункт Материально-Технического Обеспечения，ПМТО），而非軍事基地。塔爾圖斯是俄羅斯海軍在地中海唯一的維修與補給點。
截至2024年12月9日，隨著阿薩德政權的垮台，俄羅斯在該基地的持續軍事存在仍然存在不確定性
。

## 歷史

### 1971年至2012年
蘇聯於1971年冷戰期間，根據與敘利亞簽訂的協議，在塔爾圖斯設立設施，目的是為支援蘇聯海軍駐地中海的第五作戰中隊，作為抗衡總部位於義大利（當時位於蓋塔）的美國第六艦隊的力量平衡手段。
1970年代初，蘇聯海軍在埃及、衣索比亞（厄立特里亞獨立戰爭）、越南等地設有類似的支援點。1977年，蘇聯海軍撤出位於埃及的亞歷山卓及馬特魯港支援基地，並將船艦及相關資源轉移至塔爾圖斯，將該設施改為229海軍及河口船艦支援分隊。
1984年，莫斯科將塔爾圖斯支援點升格為第720物資技術支援站。
1991年12月，蘇聯解體。蘇聯地中海第五作戰中隊（由俄羅斯北方艦隊、波羅的海艦隊和黑海艦隊組成）於1992年12月解散。自此之後，俄羅斯海軍偶爾會在地中海部署船艦及潛艇。
2005年，俄羅斯免除73%敘利亞130億美元的蘇聯時代債務後，成為敘利亞主要的軍火供應國，並與敘利亞展開會談，計劃擴展和升級塔爾圖斯海軍設施，以加強俄羅斯在地中海的海軍存在。在俄羅斯與西方關係惡化的背景下，這一舉措尤為重要，原因包括喬俄戰爭以及美國計劃在波蘭部署導彈防禦系統。一篇未具來源的報導提到，敘利亞總統巴沙爾·阿薩德據稱已同意將該港口改建為俄羅斯核武艦隊的永久中東基地。
2008年9月，在俄羅斯與敘利亞總統於8月討論相關問題後，該設施建造了第二個浮動碼頭。然而，俄羅斯、以色列和敘利亞的媒體與官員對於俄羅斯軍艦計劃停靠塔爾圖斯以及將該設施升級為海軍基地的前景，發表了相互矛盾的聲明。
2009年7月，俄羅斯軍方宣布將對塔爾圖斯設施進行現代化改造。

### 敘利亞內戰期間俄羅斯介入之前
2012年3月，媒體報導稱俄羅斯的特種部隊已抵達塔爾圖斯港。 根據塔斯社於2017年12月發布的一篇報導，自2012年6月以來，塔爾圖斯設施已用於俄羅斯軍備和軍事貨物的供應。 然而在2012年6月，俄羅斯官員否認有增援塔爾圖斯駐軍的計劃，包括派遣海軍陸戰隊。 當時約有50名俄羅斯水手和技術專家駐紮於此。
2012年8月3日，國際媒體報導三艘大型俄羅斯兩棲攻擊艦載有數百名海軍陸戰隊員，將很快訪問塔爾圖斯。此前的報導援引俄羅斯聯邦軍隊總參謀部的消息人士稱，這些船隻將在塔爾圖斯停留幾天，補充食物和水等物資。英國媒體補充說，這些船隻上每艘最多載有120名海軍陸戰隊員。俄羅斯國防部表示，這些船隻可能會因後勤原因在某個時間停靠，但沒有進一步的詳細計劃。該匿名總參謀部消息人士還提到，停靠塔爾圖斯後，這些船隻將前往博斯普魯斯海峽和俄羅斯黑海港口新羅西斯克。 這些隸屬於俄羅斯北方艦隊的船隻分別是亚历山大·奥特拉科夫斯基、胜利者乔治和孔多波加，均為蟾蜍级大型登陆舰。根據Interfax通訊社引述的消息，其中一艘將停泊在塔爾圖斯外海，另外兩艘則使用浮動碼頭，因為港口設施有限。有猜測指出，隨著敘利亞暴力事件加劇，俄羅斯可能開始撤離其在敘利亞的國民並部署海軍陸戰隊以保護人員和設備（據報導約有30,000名俄羅斯公民居住在敘利亞）。
2013年5月，美國一家報紙報導俄羅斯已派遣十餘艘軍艦在塔爾圖斯附近海域巡邏，此舉被認為是對美國和以色列不要干涉敘利亞衝突的警告。
2013年6月底，俄羅斯副外長米哈伊爾·博格達諾夫在一次訪談中表示，該設施並無任何戰略或軍事重要性，俄羅斯已撤出所有在塔爾圖斯及敘利亞的平民和軍事人員（“目前，俄羅斯國防部在敘利亞沒有任何人員駐紮”）。 該消息後來由俄羅斯國防部證實。
自2013年9月俄羅斯地中海永久艦隊成立以來，塔爾圖斯的設施負責為該編隊的艦艇進行維修和補給。

## 俄羅斯海軍可能撤離
2024年11月，包括沙姆解放組織在內的反叛武裝發動了針對俄羅斯支持的敘利亞阿拉伯軍的2024年敘利亞反對派攻勢，並奪取了阿勒頗市。
2024年12月3日上午，分析機構Droxford Maritime注意到，一艘油輪和一些軍艦正從塔爾圖斯撤離。到當日晚間，影像分析師M T Anderson確認該基地已被清空。一艘戈爾什科夫海軍元帥級巡防艦、一艘格里戈洛維奇海軍上將級巡防艦、一艘基洛级潜艇以及兩艘辅助舰（其中一艘為阿勒泰級補給艦）皆已駛入地中海。
2024年12月8日，俄羅斯外交部表示塔爾圖斯海軍基地已進入高度戒備狀態。路透社報導，與俄羅斯國防部關係密切的俄羅斯戰地博主「Rybar」表示：「俄羅斯在中東地區的軍事存在岌岌可危。俄羅斯軍艦已撤離塔爾圖斯並駛至外海以加強安全。隨著反叛武裝奪取附近城鎮，赫梅米姆空軍基地實際上已被切斷。庫德族部隊開始封鎖幼發拉底河以東的俄羅斯設施，俄羅斯在霍姆斯的一處油田據點亦遭封鎖。」

## 目前的法律地位、用途及規模
2017年1月18日，俄羅斯與敘利亞簽署了一項立即生效的協議，根據該協議，俄羅斯可在塔爾圖斯海軍設施擴建並使用49年，且不需支付任何費用，並享有該基地的主權管轄權。該條約允許俄羅斯在塔爾圖斯基地保留最多11艘艦艇，包括核動力船隻；條文規定，俄羅斯在設施內的相關人員和物資享有敘利亞司法豁免權和特權。該條約經俄羅斯聯邦會議批准，並於2017年12月底由總統普丁簽署為聯邦法律。
2017年12月底，俄羅斯宣布開始在塔爾圖斯海軍設施和赫梅米姆空軍基地「組建常駐部隊」，此前總統普丁已批准塔爾圖斯與赫梅米姆基地的結構和人員規模。
俄羅斯在塔爾圖斯的設施已用於通過黑海諾沃羅西斯克港經海峽向敘利亞運送武器和物資（即「敘利亞快車」）——這些運輸支援自2015年9月30日開始的俄羅斯介入敘利亞內戰，以及敘利亞阿拉伯軍隊的作戰。 根據媒體報導，自2015年8月中旬以來，敘利亞快車的運輸頻率顯著增加。
2019年4月，俄羅斯高級官員據報與敘利亞政府進行了會談；俄羅斯副總理尤里·鮑里索夫被引用表示，預計不久後將簽署一份合同，將塔爾圖斯港出租給俄羅斯「供俄羅斯企業使用」，租期為49年。
目前，塔爾圖斯設施可容納四艘中型艦艇，但僅在其兩個浮動碼頭均運作的情況下，才能實現此容量，浮動碼頭位於北部防波堤內。該設施尚未能夠容納俄羅斯海軍目前的主要戰艦，這些艦艇的長度從129米的「不屈」級護衛艦到163米的「烏達洛伊」級驅逐艦不等，更不用說像186.4米長的「斯拉瓦」級巡洋艦、252米長的「基羅夫」級戰鬥巡洋艦、305米長的「庫茲涅佐夫」號航母和156米長的「索弗列門尼」級驅逐艦等大型軍艦。理論上來說，該設施目前至少能夠支持較大戰艦的有限垂直補給作業。